# Xylophanes hojeda
Xylophanes hojeda är en fjärilsart som beskrevs av Gehlen. 1928. Xylophanes hojeda ingår i släktet Xylophanes och familjen svärmare. Inga underarter finns listade i Catalogue of Life.